# Љубица Мркаљ
Љубица Мркаљ (Оџаци, 30. јун 1946) српска је сликарка, фотограф и писац.

## Биографија
Студирала је на Академији ликовних уметности у Београду од 1966. до 1971. године у класи професора Младена Србиновића. 1971. године одлази први пут у Париз, али се враћа у Београд да би на истом факултету магистрирала на постдипломским студијама 1973.
Од 1966. учествовала је на преко 120 колективних и на више од 30 самосталних изложби у Француској, Италији, Грчкој, Немачкој, Шпанији, Белгији... Од 1973. године живи и ствара у Паризу.
Поред сликарства пише поезију и прозу и бави се уметничком фотографијом. Објавила је књиге "Аријаднино клупко" (прозни записи, забележени од 1987. до 1997. године, на путовањима и у сновима), "Панцир - кошуља дугиног сјаја" (збирка приповести) и аутобиографску књигу "Иконолатрија" (СКЗ, 2014).
Члан је Удружења књижевника Србије.